# Meioneta mesasiatica
Meioneta mesasiatica là một loài nhện trong họ Linyphiidae.
Loài này thuộc chi Meioneta. Meioneta mesasiatica được Andrei V. Tanasevitch miêu tả năm 2000.